# Towarzystwo im. Józefa Piłsudskiego w Mińsku
Towarzystwo im. Józefa Piłsudskiego w Mińsku lub Towarzystwo imienia Piłsudskiego w Mińsku Litewskim – organizacja utworzona w sierpniu 1919 roku w Mińsku, licząca od około 1000 do 3000 członków i działająca na części Mińszczyzny, znajdującej się pod polską administracją. Deklarowała poparcie dla polityki Józefa Piłsudskiego.

## Historia
W sierpniu 1919 roku Mińsk został zajęty przez Wojsko Polskie i znalazł się pod polską administracją. W tym samym miesiącu utworzone zostało tam Towarzystwo im. Józefa Piłsudskiego w Mińsku. Początkowo składało się z około 1000 członków. Według jednego ze źródeł w jego skład wchodzili wyłącznie członkowie Towarzystwa Pomocy Żołnierzowi Polskiemu (b. Polska Organizacja Wojskowa, POW), natomiast według drugiego Towarzystwo powstało w wyniku zjednoczenia Towarzystwa Pomocy Żołnierzowi Polskiemu, Towarzystwa Przyjaciół Żołnierza Polskiego i Koła Polek. 25 września 1919 roku ppor. Bolesław Lubicz-Zahorski złożył w Warszawie na ręce Komisarza Generalnego Zarządu Cywilnego Ziem Wschodnich (ZCZW) Jerzego Osmołowskiego pismo Sekcji Organizacyjnej Towarzystwa. Organizacja ta zaproponowała pomoc swojej sieci pracujących w terenie instruktorów. Po pięciu miesiącach swojego istnienia miała ok. 3000 członków i dysponowała 15 oddziałami na prowincji, 8 gospodami żołnierskimi, 1 domem noclegowym, 9 domami ludowymi i 1 kooperatywą. Rosły też jej wpływy w Wojsku Polskim.

## Kierownictwo
Prezesem Towarzystwa był Ernest Ambroszkiewicz. Członkami zarządu byli: Wanda Brzezicka, Janina Ciundziewicka, Sydalja Chrzanowska, Janina Dziekońska, Pola Dąbrowska, Olgierd Jeleński, Jadwiga Konopacka, Janina Leska, Jadwiga Raczkiewiczowa, ksiądz Edward Szwejnic, Józefa Zahorska i Bolesław Lubicz-Zahorski.

## Statut
Statut Towarzystwa im. Józefa Piłsudskiego w Mińsku liczył 42 strony. Określał między innymi, że w przypadku, gdyby dalsza działalność stała się niemożliwa, fundusze Towarzystwa miały przejść na rzecz Polskiego Białego Krzyża. Podawał także cele organizacji:
- cel podstawowy – obrona państwowości polskiej zgodnie z myślą Naczelnika Państwa Józefa Piłsudskiego, przy pomocy pracy światowej, opieki nad żołnierzem, dobroczynnej, politycznej, ekonomicznej i towarzyskiej;
- nawiązywanie dobrych stosunków z innymi odłamami ludności;
- walka na śmierć i życie z korupcją życia publicznego, z łapownictwem, spekulacją, brakiem poczucia obowiązków obywatelskich, gnuśnością i apatią;
- walka z ciemnotą przez szerzenie oświaty;
- walka z bezwładem i anarchią życia ekonomicznego poprzez popieranie ruchu spółdzielczego;
- budzenie świadomości obywatelskiej[1].

Program Towarzystwa przewidywał udział w akcji wyborczej do rad powiatowych do Przedstawicielstwa Ziem Wschodnich. Stanowiło to sprzeczność programową i brak zrozumienia dla federacyjnej koncepcji politycznej Józefa Piłsudskiego dla Ziem Wschodnich. Naczelnik Państwa planował bowiem przeprowadzenie na nich plebiscytu na temat przyszłego ustroju i związków z Polską. Towarzystwo deklarowało poparcie dla jego polityki, nie powinno zatem zakładać udziału w wyborach do przedstawicielstwa Ziem Wschodnich, które miało reprezentować je w polskim Sejmie Ustawodawczym. 

## Obszar działalności
Zgodnie ze Statutem, obszar działalności Towarzystwa rozciągał się na wszystkie ziemie Białej Rusi, co według ówczesnego nazewnictwa oznaczało obszar byłych 5 województw I Rzeczypospolitej: mińskie, połockie, mścisławskie, witebskie, smoleńskie. W praktyce jednak był on ograniczony jedynie do terytorium opanowanego przez Wojsko Polskie.